# John Jourdain
John Jourdain (Lyme Regis, ca. 1573 – Pattani, 27 juli 1619) was een koopman die in dienst was van de Engelse Oost-Indische Compagnie (de EIC) en van november 1613 tot aan zijn dood in 1619 hoofd van het kantoor van de EIC in Bantam op Java.

## Met deAscensionnaar India

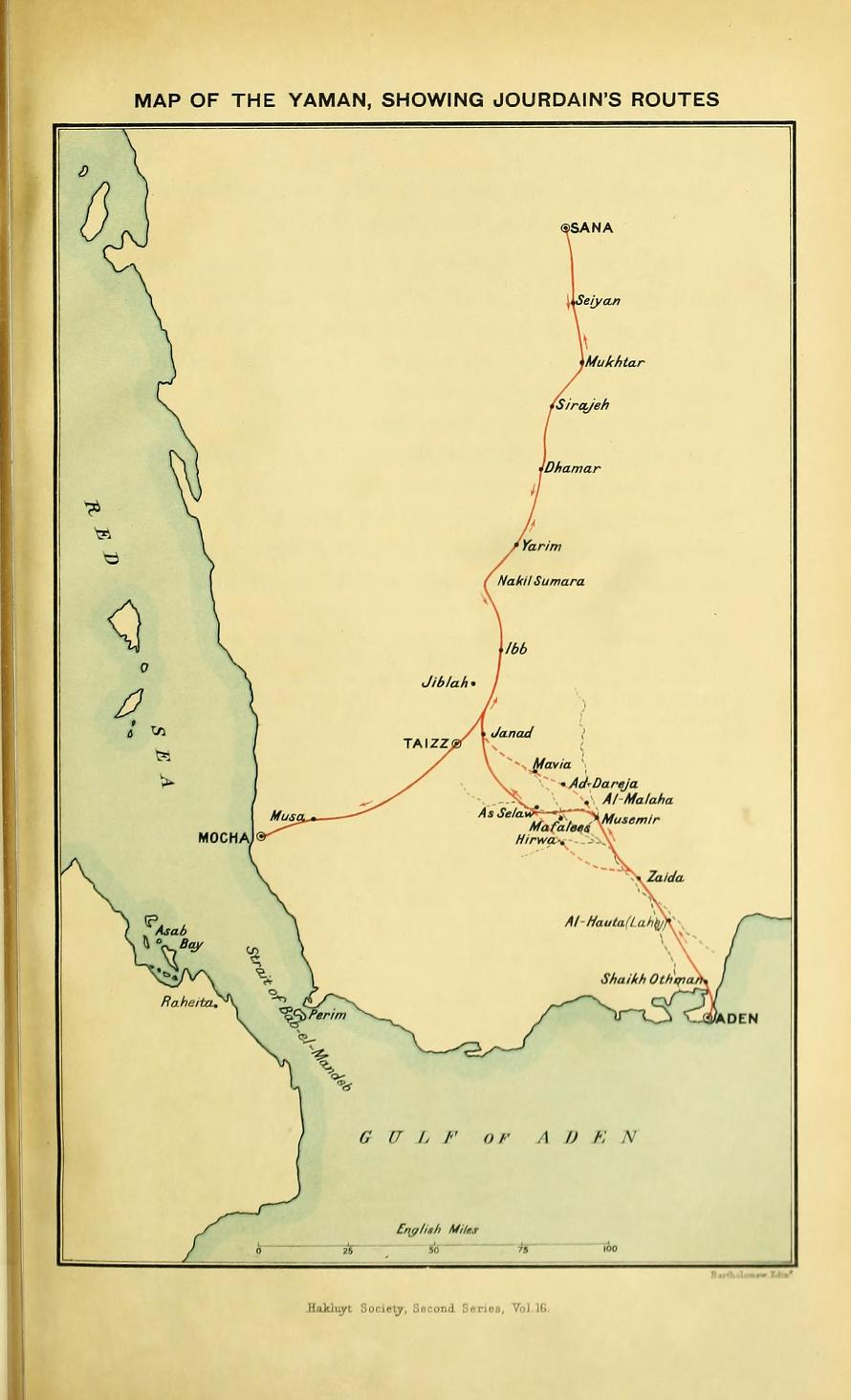
Route van Jourdains reis in Jemen.

John Jourdain was een zoon van een koopman en latere burgemeester van Lyme Regis, ook John Jourdain geheten. Deze was welgesteld en liet hem bij zijn dood in 1588 een aanzienlijke erfenis na, zodat hij al rond 1595 met een eigen schip handel dreef op Portugal en de Azoren. Toch solliciteerde hij eind 1607, als bijna 35-jarige, bij de EIC in hun kantoor in Londen. Op 4 november werd hij genoemd als mogelijke commandeur van een handelsreis of opperkoopman, en in die laatste functie werd hij op 7 december aangenomen. 
Op 14 maart 1608 vertrok hij vanuit Woolwich naar Azië met het schip Ascension, dat samen met de Union de vierde schipvaart van de EIC vormde, onder leiding van de commandeur Alexander Sharpeigh. Van juli tot september verbleven de schepen aan de Kaap de Goede Hoop. Vlak daarna verloren ze elkaar bij een storm voorgoed uit het oog. Na een conflict met bewoners van het eiland Pemba vlak bij Zanzibar bereikte de Ascension in januari 1609 een onbewoonde eilandengroep, die later de Seychellen bleek te zijn, volgens een bootsman 'een aards paradijs'. Verder varend langs de kust van Afrika voer de Ascension via het eilandje Socotra de Golf van Aden binnen en ankerde begin april voor het Sira-fort van Aden. De stad was in 1538 veroverd door de Turken en lag nog deels in puin. Ook groeide er 'niets groens' volgens Jourdain. De handel had zich verplaatst naar Mocha, verderop aan de kust van de Rode Zee. Jourdain en een collega reisden met de gebruikelijke introductiebrief van koning Jacobus I over land van Aden naar Sanaa, de hoofdstad van Jemen, om van de Turkse pasja goedkeuring voor een factorij in Mocha te verkrijgen. Hij kreeg slechts toestemming om er de meegebrachte handelswaren te verkopen. Voor het vestigen van een factorij was toestemming vanuit Constantinopel nodig. Jourdain zag in Jemen plantages met 'cohoo', oftewel kahwa, de koffieplant, waar echter pas rond het midden van de 17e eeuw in Europa een markt voor zou ontstaan. Naar de handelswaar van de Ascension bleek in Mocha geen vraag te zijn. Zelfs het verkopen van de ballast van het schip, voornamelijk ijzer, lukte niet. Desondanks zond Sharpeigh via Caȉro een gunstig rapport over de mogelijkheden van Mocha naar Londen. Eind juli vertrok men uit Mocha. Een maand later kwam de kust van India in zicht. Omdat de schipper, een Vlaming met de naam Philip de Grave, te koppig was om een loods in te huren liep de Ascension begin september vlak bij Surat op een zandbank en verloor het roer. In twee open boten konden de opvarenden aan land komen, waarna ze naar Surat liepen en opgevangen werden door de enige Engelse koopman daar, William Finch.

## Met deTrades Increasenaar Bantam

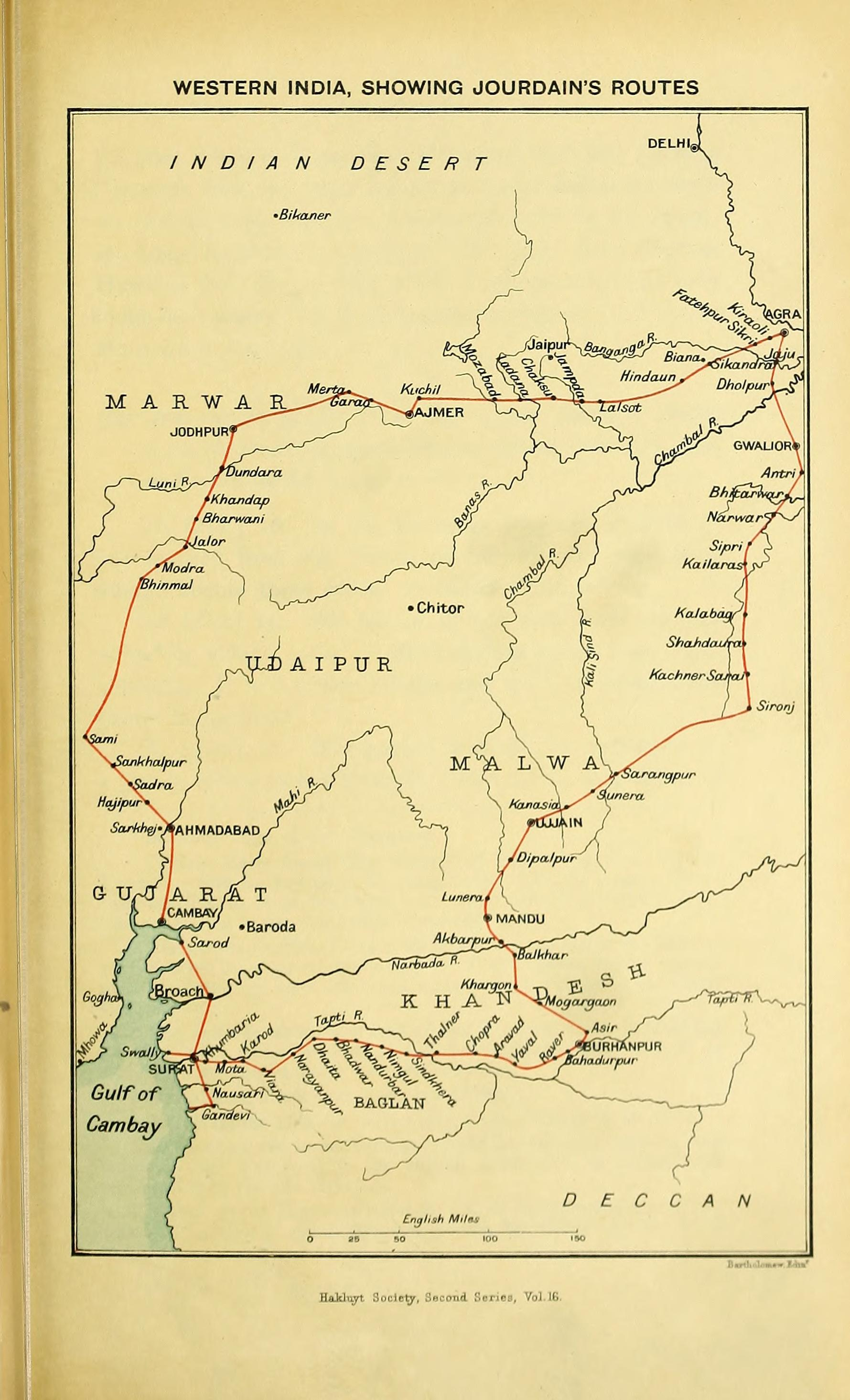
Route van Jourdains reis van Surat naar Agra en terug.

In Surat misdroegen de zeelieden zich met palmwijn en vrouwen, en slachtten een kalf, tot woede van Hindoes, die hen dreigden te lynchen. Vervolgens ondernamen ze een tocht naar Agra, waar William Hawkins zich bevond. Hawkins en Finch waren in augustus 1608 de eerste Engelse gezanten die voet aan wal zetten in India, om te proberen een factorij te vestigen in Surat. Hawkins had toen een positie aan het hof van keizer Jehangir verworven, en toestemming gekregen voor de factorij, maar was daarna weer uit de gratie gevallen. Jourdain en Hawkins konden het niet met elkaar vinden. Na vijf vruchteloze maanden in Agra keerde Jourdain met de meeste van zijn mannen weer terug naar Surat. Hier lagen inmiddels de drie schepen van de zesde Engelse schipvaart van Sir Henry Middleton voor de kust: de Trades Increase, het grootste schip van de EIC op dat moment, en twee kleinere schepen, de Peppercorn en de Darling. Ze konden Surat echter niet bereiken vanwege patrouillerende Portugese fregatten uit Daman en Diu. Jourdain hield zich, gekleed in Indiase kledij om de Portugezen te misleiden, drie dagen verborgen in het veld, en kon toen worden opgepikt door een sloep van de Peppercorn, Het lukte de vloot om bij Suvali (door de Engelsen Swalley Hole genoemd), iets ten zuiden van Surat bij de monding van de Tapti rivier, van november tot februari enige handel te drijven met de bevolking, maar moest toen van de keizer per direct vertrekken, zonder een factorij te hebben kunnen stichten. Jourdain, Sharpeigh, de meeste bemanningsleden van de Ascension en de uit Agra gevluchte Hawkins en zijn Armeense vrouw waren aan boord van de schepen. In februari 1612 zeilde de vloot terug naar de Rode Zee, waar men rond april voor de haven van Mocha 15 Indiase handelsvaartuigen dwong om hun lading te ruilen voor Engelse wol, als compensatie voor de slechte behandeling in Surat. Hierover ontstond ruzie met de hier aanwezige drie schepen van de achtste schipvaart onder leiding van John Saris. Saris verweet Middleton door zijn gedrag de Engelse handel te schaden. Jourdain beklaagde zich over het gedrag van beiden, die zich volgens hem uitlieten in grove bewoordingen die niet pasten bij mannen van hun rang. In augustus 1612 vertrokken alle Engelsen naar Sumatra en vervolgens naar Bantam, hun hoofdkwartier.

## Met deDarlingnaar de Molukken
In Bantam benoemde Middleton Jourdain tot zijn opperkoopman ter plekke, maar Jourdain ging liever weer de zee op. In februari ging hij met de Darling naar de Molukken op zoek naar een lading kruidnagels. Hier kreeg hij te maken met de VOC, die er het alleenrecht op de handel claimde vanwege de grote investeringen in het bouwen van forten en het verlies van mensenlevens in de gevechten met de Spanjaarden en de Portugezen. Er waren exclusieve contracten gesloten met de inheemse bewoners. Op Ambon vroeg Jourdain de dorpshoofden van Hitoe om hem toch kruidnagels te leveren, maar zij weigerden dat.

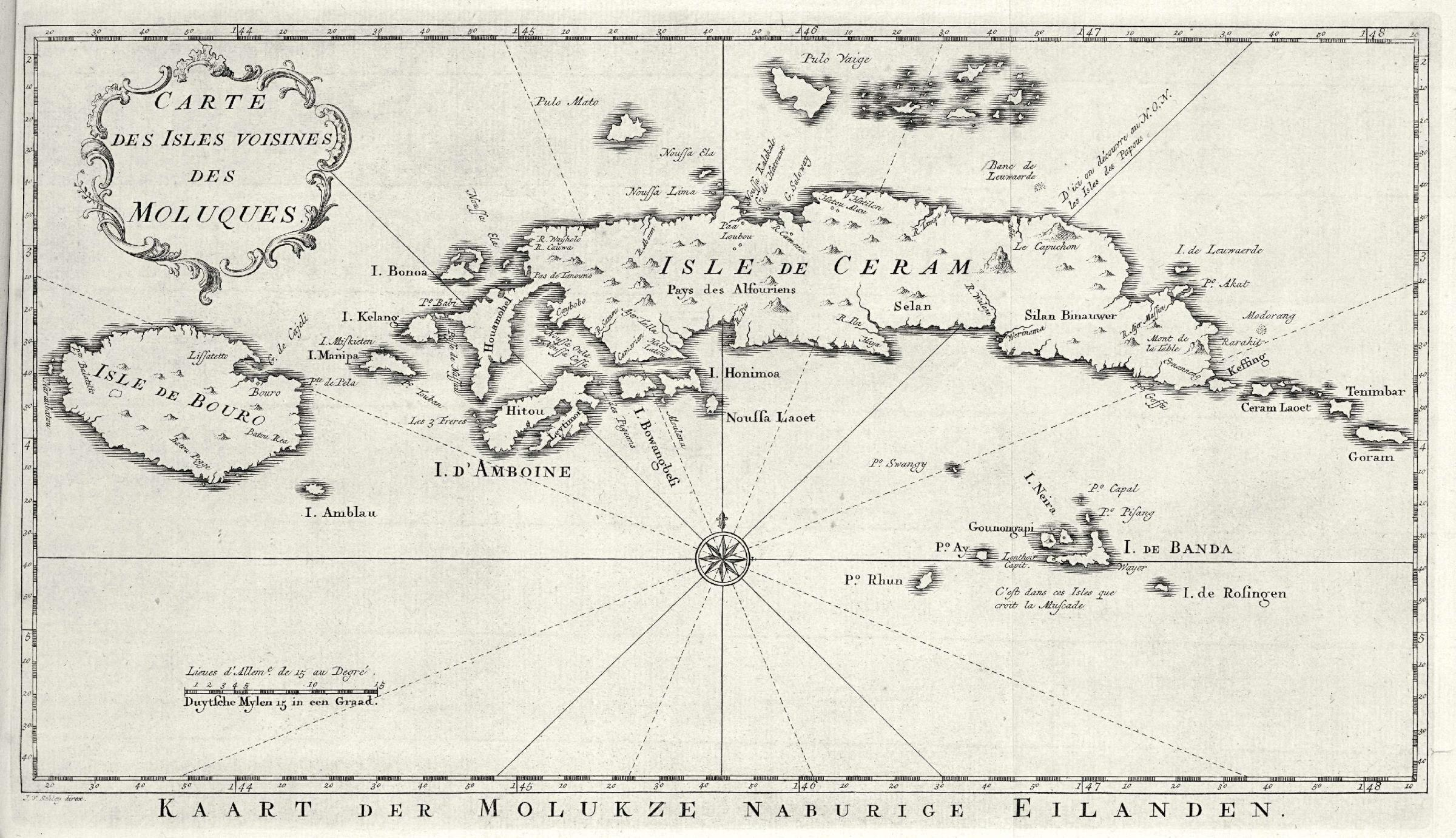
Ambon en Ceram.

Na van Ambon weggestuurd te zijn door de gouverneur Jasper Jansz. ontmoette hij in Loehoe op de westkust van Ceram (Hoamoal) Jan Pieterszoon Coen, toen opperkoopman en commandeur van enkele schepen in een vloot van gouverneur-generaal Pieter Both. Ook hij verbood hem handel te drijven en dreef de spot met zijn kleine schip. Jourdain riep een aantal orang kaja's (inheemse hoofden) samen en vroeg hen of ze met hem handel wilden drijven als hij een hogere prijs bood dan de VOC. Het antwoord was een unaniem 'ja'. Coen deed er het zwijgen toe. Op een tweede volksvergadering besloten de orang kaja's dat gezien de contracten toestemming nodig was van de Hollanders of van de sultan van Ternate. Coen had hen verteld dat de Engelsen slechts in staat waren eens in de vier jaar een klein schip te sturen. Hij zond Jourdain 'een schriftelijcke insinuatie' dat hij met zijn handel moest stoppen of anders daartoe gedwongen zou worden. Waarop Jourdain zei dat de Hollanders nog wel rekenschap af zouden moeten leggen 'tussen Dover en Calais'. Jourdain schreef later: 'De Hollanders zeggen dat we overal de vruchten van hun arbeid plukken, maar in tegendeel, ze ontzeggen ons onze vrijheid om handel te drijven in een vrij land, terwijl we dat al vele malen eerder hebben gedaan'. Coen rapporteerde later aan de bewindhebbers: 'Hier heeft ons voorsz. Jardijn veele moeyten aenghedaen, ende hebbe met hem oock veele redenen ende disputen gehadt wandt hij (een cloeck persoon zijnde) niet naergelaten heeft alle middelen voore te staen, die hem eenichsins tott sijnnen dissenge (dat was om volck aen landt te crijghen ende handel te becomen), mochten diennen. Ten heeft om daer tegen te zijn (voor soo vele in ons was) aen ons mede niet gebroocken, wandt het aldaer met ons genoech gedaen soud wesen, soo hij hier genoech tott zijn dissengen quame.'

## Opperhoofd in Bantam

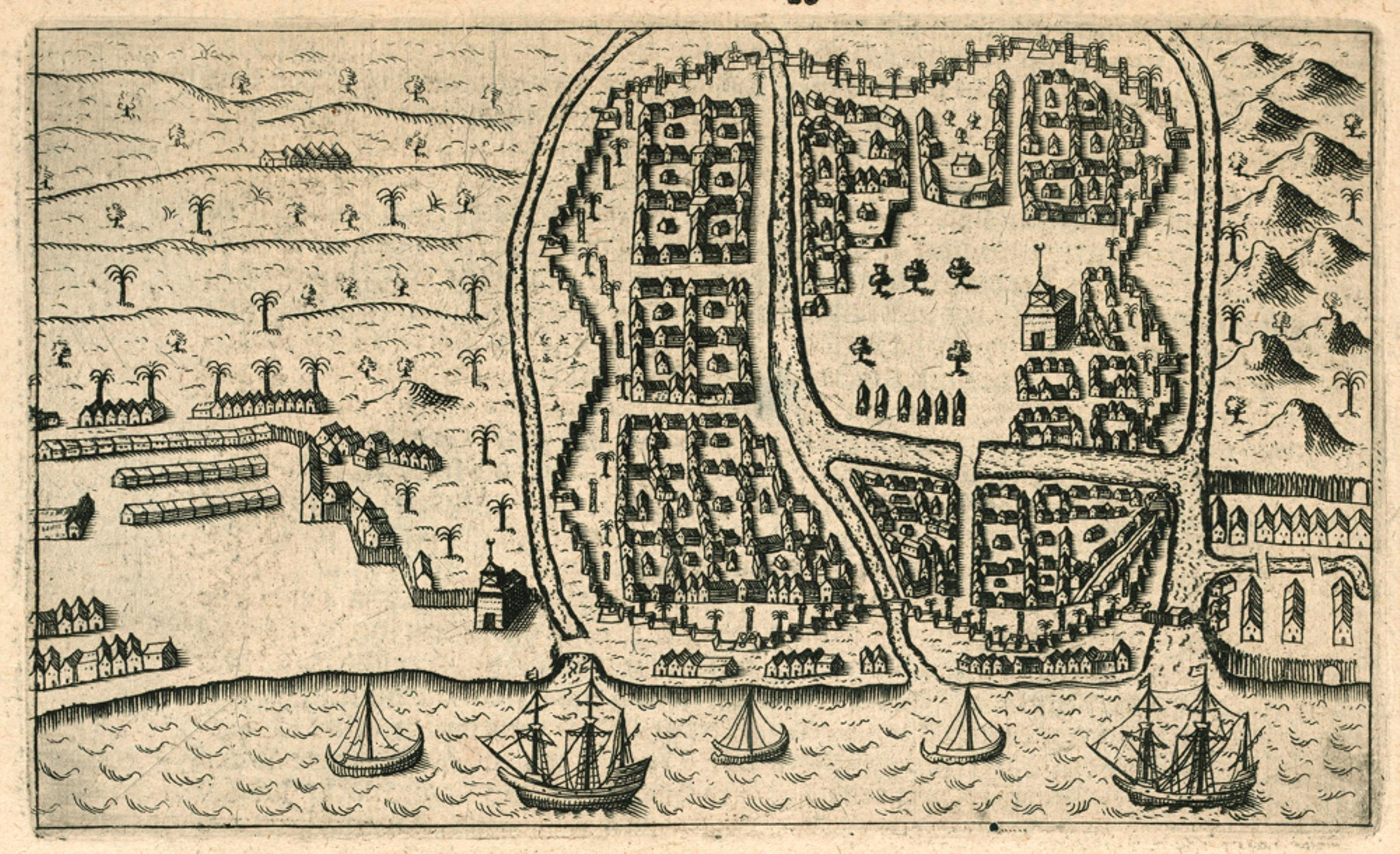
Bantam in 1614.

Met slechts een kleine lading kruidnagels zeilde Jourdain via Boeton en Makassar (waar hij een kleine factorij stichtte en de koopman George Cokayne achterliet), eind 1613 terug naar Bantam. Hier hervond hij de Trades Increase, maar het schip bleek rottend en vol met paalworm op een zandbank te liggen, en een groot deel van de bemanning, inclusief Middleton, was aan ziekten gestorven. Een van de vier uitgemergelde kooplieden die in een prauw van de kust naar de Darling voeren was Nathaniel Courthope. Er waren in Bantam inmiddels al drie Engelse factorijen, in niet al te beste staat verkerend, en gesticht door verschillende handelsreizen. Bij de EIC was iedere handelsreis nog steeds een gelegenheidsonderneming. Na de veiling van de retourladingen werd de winst uitbetaald (of verlies genomen), de bemanningen ontslagen en de schepen verkocht, net als bij de Nederlandse voorcompagnieën. De handelsreizen concurreerden en ruzieden met elkaar. Jourdain slaagde er niet in om vrede te stichten in Bantam. Toen arriveerde de Red Dragon en de Hosiander van de twaalfde schipvaart onder de commandeur Thomas Best. Zij hadden een succesvol gevecht met vier Portugese galjoenen voor de kust van Surat achter de rug (de Zeeslag bij Swalley) en kwamen ook handel drijven in Bantam. Best sprak met Jourdain af dat hij diens lading kruidnagels zou kopen en hem in ruil hoofd van de gezamenlijke factorijen in Bantam en elders maken. Die benoeming kreeg vervolgens ieders instemming. Zijn taak de volgende vier jaar was om de ruzies te stoppen en de zaken beter te coőrdineren. Ook de Nederlander in Engelse dienst Peter Floris met zijn schip de Globe kreeg met hem te maken. Hoewel Floris het vervelend vond dat de belangen van zijn handelsreis ondergeschikt werden gemaakt aan het algemeen belang van de Compagnie, prees Jourdain hem toch als iemand die dat laatste wist te respecteren.

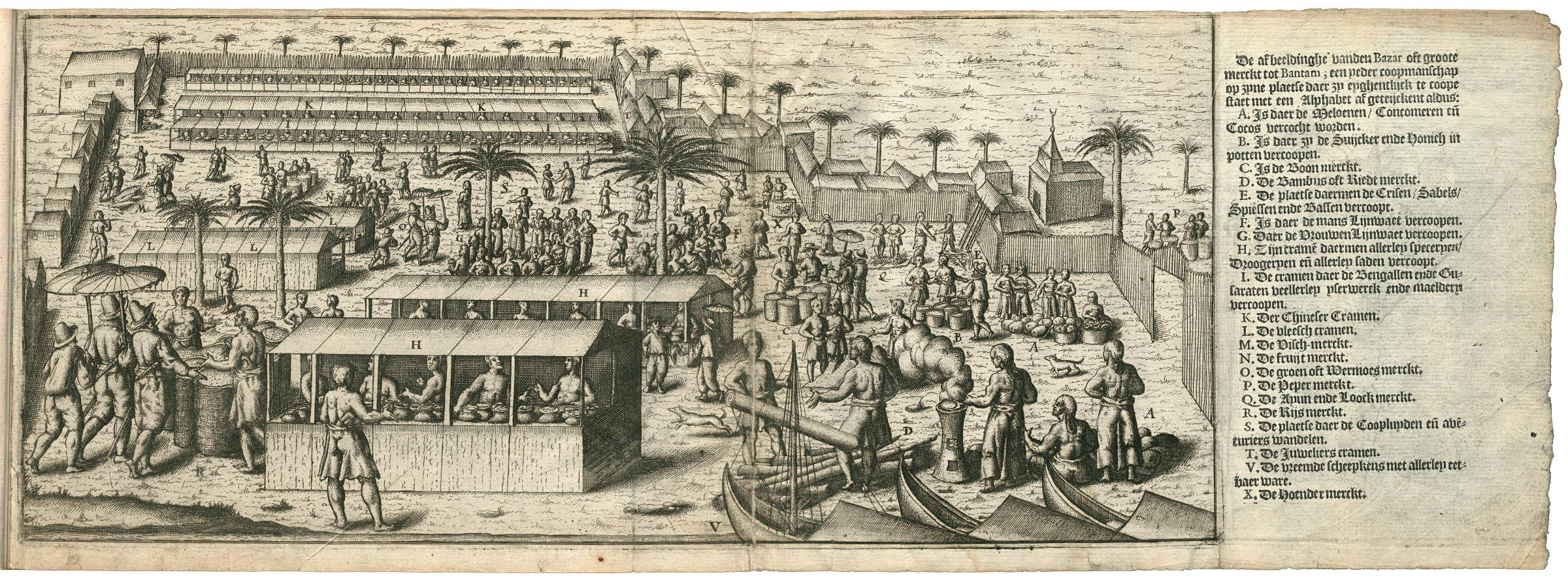
De grote markt van Bantam.

Jourdain voerde een felle concurrentiestrijd om de inkoop van peper met Coen, die rond dezelfde tijd in Bantam was aangesteld als boekhouder-generaal. Ook probeerde hij de Engelse handel op de Molukken en de Banda-eilanden te bevorderen, maar had daartoe weinig middelen. Toch wist hij enkele kooplieden op het eiland Poelau Ai te vestigen om nootmuskaat te kopen. Zij moesten de wijk nemen naar Poelau Roen toen de VOC na eerst een mislukte poging door gouverneur-generaal Gerard Reynst en daarna een geslaagde poging door Jan Dircksz. Lam Poelau Ai in 1616 onder haar controle bracht. De Engelsen hadden in deze strijd de inheemsen gesteund. De gebeurtenissen leidden in Bantam tot vechtpartijen tussen Engelse en Nederlandse kooplieden. Hun factorijen stonden vlak naast elkaar aan de rivieroever, in de hete, ongezonde en af en toe onder water lopende kustvlakte. De regeerders van Bantam deden hun best hen tegen elkaar uit te spelen.
In januari 1616 kreeg Jourdain van Coen weer een 'insinuatie'. Daarin werden de Engelsen ervan beschuldigd de inheemse bevolking van de specerijeilanden tegen de VOC op te stoken en werden zij gewaarschuwd geen infiltratiepogingen meer te ondernemen. Desondanks zond Jourdain in oktober de schepen Swan en Defence onder Nathaniel Courthope naar Poelau Ai en Poelau Roen om de eilanden definitief voor de Engelsen in bezit te nemen. Courthope bouwde op Pulau Roen twee fortjes met scheepsgeschut erin en de vlag van St. George erop, en de dorpshoofden zwoeren trouw aan koning Jacobus. Zijn schepen werden echter door Nederlandse schepen vanuit Lontor onder leiding van Cornelis Dedel veroverd. Een groot deel van de bemanning werd gevangengezet. Courthope en zijn overgebleven mannen werden op Poelau Roen vervolgens jarenlang belegerd, met het doel de EIC ook daar weg te krijgen. De VOC zag de Engelsen als 'onderkruipers'. Ze beschouwde de specerijeilanden als haar exclusieve handelsdomein en noodzakelijk voor haar voortbestaan, zeker gezien de dreiging van de Spanjaarden en Portugezen die in deze jaren de grootste gezamenlijke vloot ooit voorbereidden om de 'rebeldes' voorgoed uit Azië te verdrijven.

## Oorlog met de VOC

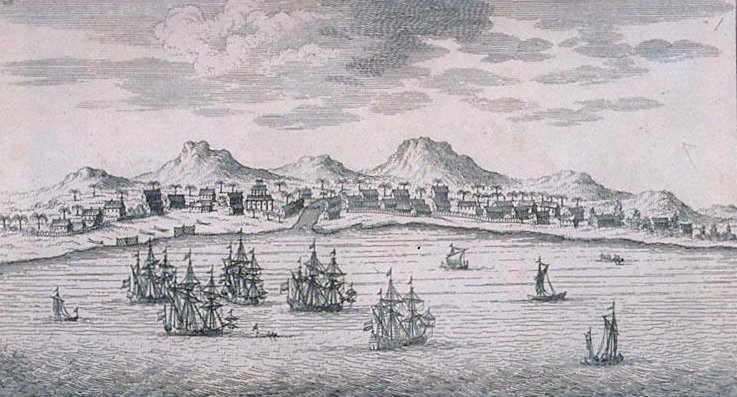
Jacatra.

Jourdains dienstverband was intussen afgelopen, en in de zomer van 1617 keerde hij terug naar Engeland. Daar bleef hij maar kort. Hij schreef een rapport voor Thomas Smythe, gouverneur van de EIC in Londen, waarin hij het belang van de handel op Banda en de Molukken bepleitte, en verzekerde dat 'the Flemings neither dare not or will not sett upon the English'. Hij verwachtte dat de VOC vanwege de strijd met Spanje niet ook de Engelsen tot vijand zou willen. Hij keerde terug naar Bantam met de grote vloot van Thomas Dale. De relatie tussen de Engelsen en de Nederlanders in Azië was inmiddels gekelderd tot een dieptepunt. Dale was uit op wraak. Hij wilde de VOC van Java verdrijven en Courthope en zijn mannen op Poelau Roen ontzetten. Onderweg aan de Kaap de Goede Hoop verdronken Dale en Jourdain bijna toen een bootje waarin ze zaten kapseisde, maar dat liep goed af. Verderop kaapten ze een Portugees galjoen en in november 1618 bereikten ze Bantam. Daar kregen ze spoedig het met handelswaar uit Pattani volgeladen VOC-schip de Zwarte Leeuw in zicht en kaapten het. De koopman Hendrik Janssen en zijn bemanning werden in Bantam gevangen gezet. De factorij van de VOC was inmiddels verhuisd naar Jacatra, waar Coen een fort aan het bouwen was, het toekomstige Kasteel Batavia. Dale sloot een pact met de pangeran van Jacatra om de Nederlanders daar te verdrijven. Op 2 januari kwam het tot een bloedige maar onbesliste zeeslag voor de kust, waarna Coen de wijk nam naar de Molukken om versterking te gaan halen. Ondanks zijn grotere aantal schepen zette Dale de achtervolging niet in, maar verspeelde zijn voordeel. Ook lukte het niet het fort in te nemen en ging hij niet naar Banda. Na onenigheid met Jourdain over wie in Bantam de baas was verdween hij met zijn vloot naar de Coromandelkust van India. Jourdain pakte in Bantam zijn oude baan weer op, met de titel president.

## De kogel van deMorgenster
In mei 1619 vertrok Jourdain met de schepen Sampson en Hound naar Pattani en Siam, waar de door Peter Floris en Lucas Anthuenisz gestichte Engelse factorijen door de oorlog met de VOC geïsoleerd waren geraakt en hulp nodig hadden. Kort daarop keerde Coen terug met een grotere vloot en heroverde Jacatra. Jourdain werd op 26 juli op de rede van Pattani verrast door drie hem achtervolgende Nederlandse schepen onder bevel van Hendrik Janssen: de Engel, de Morgenster en de Bergerboot. Jourdain had 's nachts kunnen ontkomen maar dat was zijn eer te na. De volgende ochtend vond er een gevecht plaats van enkele uren, waarbij 39 Engelsen en 9 Nederlanders de dood vonden. De strijd werd vanaf het strand gade geslagen door duizenden inwoners van Pattani en door de vorstin, radja Biroe, de 'Blauwe Koningin'. De Engelsen gaven zich over, maar toen Jourdain aan dek van de Sampson verscheen om te onderhandelen met Janssen op de nabij gekomen Engel werd hij dodelijk getroffen door een musketkogel afgevuurd vanaf de Morgenster. 'Our noble minded President was slain in parley with Henrie Johnson their comaunder (whoe hadd binne formerlie in the Blacke Lion)'. 'Daer zijn van haer doodt gebleven 39 mannen, daer onder Capn. Jean Jardyn, overste over haer negotie', schreef Coen later aan de Heren XVII. En aan Herman van Speult: 'Haren overste Jan Jordain, de voorneemste autheur van alle dese onheylen (die niet ontsach uut te geven, dat hy expres gecomen was om my te straffen) is daer gebleven'. Coen baseerde zich op de aan boord van de Sampson aangetroffen brieven van Jourdain aan de Engelsen in Jacatra. De VOC claimde later dat de Morgenster nog niet op de hoogte was geweest van de overgave maar de Engelsen geloofden dat niet.
Toen Jourdain sneuvelde wist niemand nog dat een maand eerder in Europa het Akkoord van Defensie was gesloten, waarin afgesproken werd dat de VOC en de EIC voortaan samen zouden werken in de handel en in de strijd tegen Spanje. Dat nieuws werd door de strijdende partijen in Azië begin 1620 ontvangen, zodat een aanstaande zeeslag tussen de VOC en een Engelse vloot onder Dales opvolger Martin Pring tot ieders opluchting nog net kon worden afgeblazen.